# PUBG: Battlegrounds
PUBG: Battlegrounds, ursprünglich PlayerUnknown’s Battlegrounds, kurz PUBG, ist ein Mehrspieler-Shooter, der vom Bluehole-Studio PUBG Corporation entwickelt und vertrieben wird. Das Spiel wurde am 23. März 2017 als Steam-Early-Access-Titel für Windows veröffentlicht. Am 20. Dezember 2017 wurde die Early-Access-Phase der PC-Version beendet und Version 1.0 veröffentlicht. Mit dem Zusatztitel Game Preview Edition erschien am 12. Dezember 2017 eine Vorabversion für die Xbox One. Am 19. März 2018 erschien weltweit eine Mobile-Version namens PUBG Mobile für iOS und Android. Eine Konsolenumsetzung für die Xbox One wurde am 4. September 2018 und für die PlayStation 4 am 7. Dezember 2018 veröffentlicht. Am 28. April 2020 wurde das Spiel auch für Abonnenten des Google-Stadia-Services verfügbar gemacht.

## Name
Brendan Greene wurde vom südkoreanischen Entwicklerstudio Bluehole angeboten, seine Ideen als Game-Designer zu einem neuen Spiel im Battle-Royal-Genre umzusetzen. Er verwendete in Online-Spielen den Nickname „PlayerUnknown“. Daraus entstand der Name „PlayerUnknown’s Battlegrounds“. Der Name wird zwecks Marketing konsequent großgeschrieben, weil es laut Greene „einfach besser aussieht“.

## Spielinhalt

### Spielwelt
Es gibt mehrere abgelegene Spielewelten. Diese sind meist dystopische, brachliegende Orte.
Die älteste Karte ist die abgelegene und weitläufige Insel Erangel mit osteuropäischer Geographie, welche sich an dem Brutalismus und der Sowjetunion in den 1950er Jahren orientiert. Russische Graffiti und Brandmarks findet man an Häusern bzw. auf Gegenständen. Die Welt umfasst eine Größe von etwa 64 Quadratkilometern. Mit Version 4.0 wurde die Map Mitte 2019 überarbeitet. Die alte Map ist weiterhin als "Erangel Classic" in Custom Matches spielbar.
Ende 2017 wurde PUBG um eine weitere Karte mit Namen Miramar ergänzt. Die Pflanzenwelt (v. a. Joshua Trees) entspricht den US-amerikanisch-mexikanischen Wüsten, Ortsnamen, Graffiti und Brandmarks sind spanisch. Kalenderblätter auf Wänden verweisen auf das Jahr 1963.
Im Juni 2018 wurde die dritte Karte Sanhok hinzugefügt, Vegetation sowie Ortsnamen geben ein südostasiatisches Flair.
Im Dezember 2018 wurde die schneebedeckte Karte Vikendi eingebaut. Das kalte Klima ähnelt den Verhältnissen in Skandinavien oder Sibirien. Mit der Karte wurden auch einige neue Gameplay-Elemente wie Schneespuren eingefügt.
Die Spielzone der Open-World-Spielwelt wird in bestimmten Zeitintervallen kleiner und der Spieler erleidet Schaden, wenn er sich außerhalb des definierten Bereichs befindet. In der Spielwelt selbst befinden sich verlassene Häuser, Straßen, Wälder und Dörfer. An definierten Punkten auf der Karte, meist in Häusern oder überdachten Regionen, befinden sich verschiedene Ausrüstungsgegenstände wie Waffen, Rucksäcke, Helme oder schusssichere Westen.

### Spielprinzip und Spielmechanik
Das Prinzip ist an den japanischen Film und Manga Battle Royale angelehnt. Der Spieler landet mit einem Fallschirm von einem Flugzeug aus auf einer abgelegenen Insel. Dort muss er versuchen, möglichst lange zu überleben. Der spielbare Charakter lässt sich zuvor frei gestalten. Eine kreisförmige Begrenzung wird in bestimmten Zeitintervallen kleiner und sorgt für Schaden bei Spielern, falls sie sich noch nicht innerhalb des sicheren Bereiches befinden. Dadurch werden die Spieler auf einen zufälligen Punkt in der Karte gelenkt. Zuvor wird die bevorstehende Verkleinerung bereits an einer Markierung auf der Minimap angezeigt. Das Spiel ist auf den Mehrspielermodus begrenzt. Alleine, als Zweier- oder Vierer-Team kämpft man gegen bis zu 99 weitere Spieler. Dabei stehen einem unterschiedliche Waffen, Fahrzeuge, Kleidung und sonstige Ausrüstungsgegenstände, die man in der Spielwelt finden kann, zur Verfügung. Seltene Waffen und Items werden über sogenannte Air Drops, die zufällig in der Spielwelt platziert werden, ausgesendet und sorgen häufig für Gefechte zwischen Spielern. Wahlweise ist es auch möglich, statt in der Third-Person-Ansicht in der First-Person-Ansicht zu spielen. Gewonnen hat der Spieler oder das Team, welches als letztes übrig bleibt. Eine durchschnittliche Runde dauert etwa 30 Minuten, variiert aber stark zwischen den unterschiedlichen Fähigkeiten der Spieler und dem Zufallsfaktor Ausrüstung. Nach einem Spiel erhalten die Spieler u. a. auf Basis ihrer Tötungen und Überlebensdauer Erfahrungspunkte, die sie für rein optische Charakterverbesserungen nutzen können. Rein optische Gegenstände wie Kleidung können auch über den Steam-Marktplatz gehandelt werden. PlayerUnknown's Battleground ist, wie andere Battle-Royale-Spiele auch, ein Games-as-a-Service-Spiel, d. h. in bestimmten zeitlichen Abschnitten (sogenannten Seasons) wird das Spiel um neue Inhalte erweitert. Dies sind zum Beispiel neue Karten, Spielmodi, ein neuer Battle Pass oder neue Skins.

### Custom-Games und Mods
Durch sogenannte Custom-Game-Funktionen ist es Spielern möglich, Matches mit eigenen Regeln zu eröffnen und eigene Spielmodi zu kreieren. Einer davon ist z. B. ein Zombiemodus, welcher später offiziell von den Entwicklern umgesetzt wurde. Dabei übernimmt ein Großteil der Spieler die Rolle eines Zombies und muss versuchen, die noch überlebenden Spieler zu infizieren. Die Zombies haben den Vorteil, in der Überzahl zu sein, und die Überlebenden dafür die Möglichkeit, Waffen, Ausrüstungsgegenstände und Verbandswerkzeuge zu benutzen.
Mit der Zeit wurden weitere Spielmodi, wie Team-Deathmatch, ein E-Sport-Modus, ein Trainings-Modus und ein War-Modus, eingeführt. Beim War-Modus kann der Spieler vor Spielbeginn seine Ausrüstung auswählen und muss diese nicht auf dem Spielfeld sammeln. Außerdem kann die Spielfigur nach jedem Tod wiederbelebt werden, im Gegensatz zum Battle-Royale-Modus, bei dem das Spiel dann zu Ende ist.

## Entwicklung

### Early Access
Brendan Greene, der leitende Entwickler des Spiels, sammelte bereits Erfahrungen als Computerspiel-Modder. So schrieb er an einer Battle-Royale-Modifikation für die Computerspiele Arma 2 und Arma 3 und hat bei der Entwicklung des Battle-Royale-Teils von H1Z1 mitgeholfen, der später als eigenständige Version unter dem Titel H1Z1: King of Kill veröffentlicht wurde. Für das Projekt hat er sich mit dem Entwicklerstudio Bluehole zusammengeschlossen und zog nach Seoul, um vor Ort an dem Projekt zu arbeiten. Erste Entwicklungsarbeiten zu PlayerUnknown’s Battlegrounds starteten 2016. Die geschlossene Betaphase startete am 24. Februar 2017. Das Spiel wurde erstmals am 23. März 2017 als Early-Access-Titel veröffentlicht. Entwickelt wurde es in der Unreal Engine 4. Kurz nach der Veröffentlichung der Early-Access-Version gaben die Entwickler bekannt, stärker gegen Cheats vorzugehen. So wurden nach drei Monaten bereits über 25.000 Cheater gebannt. Seit dem 6. Juni 2017 ist es möglich, bei dem Abschließen einer Twitch-Premium-Mitgliedschaft Exklusivinhalte im Spiel zu erhalten. Im Juli 2017 hat sich Bluehole mit dem sozialen Netzwerk Facebook zusammengetan und strahlt fortan dort exklusive Matches, die von Bluehole organisiert und ausgetragen werden, aus.
In wöchentlichen Updates sollen Fehler (engl.: Bugs) behoben werden und in monatlichen Updates sollen neue Inhalte und größere Performance- und Server-Probleme behoben werden.

### Veröffentlichung
Die Veröffentlichung war ursprünglich für den August 2017 geplant, verschob sich allerdings auf Ende 2017. Am 12. Dezember 2017 wurde eine Game Preview Edition für die Xbox One und am 20. Dezember 2017 die PC-Version 1.0 offiziell veröffentlicht. Am 19. März 2018 erschien weltweit eine Mobile-Version namens PUBG Mobile für iOS und Android. Eine Konsolenumsetzung für die Xbox One wurde am 4. September 2018 und für die PlayStation 4 am 7. Dezember 2018 veröffentlicht. Am 10. Oktober 2019 wurde eine grafische eingeschränkte Version des Spiels mit dem Namen PUBG Lite veröffentlicht, die auch auf mittelklassiger Hardware flüssig laufen soll. Eine Beta fand in Thailand bereits im Januar statt. Crossplay zwischen der Xbox One und der PlayStation 4 wurde im Oktober 2019 eingeführt. Am 11. November 2021 erschien eine mobile Fortsetzung namens PUBG: New State für Android und iOS.

## Rezeption

### Kritiken
Auf Metacritic hält die PC-Version des Spiels, basierend auf 46 Bewertungen, einen Metascore von 86 von insgesamt 100 möglichen Punkten.
PC Games hält das Konzept für das Shooter-Genre innovativ und bewertet das Spiel durch die anderen Spieler, die Zufälligkeit der Gegenstände, die Soundkulisse, die einzelnen Waffen und Gegenstände und den Druck der näher kommenden Spielgrenze Spannung und Nervenkitzel erzeugend. Weiterhin wird das Spiel mit DayZ, einem ähnlichen Open-World Shooter, verglichen und die Atmosphäre gelobt. Auch Shooter-Neulinge sollen mit Taktik und Geschick gut zurechtkommen. Allerdings wird der Preis als eher hoch beschrieben und die Langzeitmotivation aufgrund fehlender Ziele in Frage gestellt. Zudem wird eine Frustration durch Zufallsentscheidungen beklagt. Viele Spieler haben in der Early-Access-Version zudem Performanceprobleme.
GameStar sieht die Begründung in dem Hype u. a. in der Erfahrung des Entwicklers und dem Zeitgeist. Im Gegensatz zum tempolastigen H1Z1: King of Kill habe man mehr Zeit, Ausrüstung zu finden und es gäbe mehr Waffen und Equipment. Von der Spielmechanik sei dennoch vieles ähnlich. Die Kämpfe werden zudem als anspruchsvoller und taktischer beschrieben. Auch das Spielen im Team wird gelobt und hervorgehoben und GameStar setzt auf zukünftige Verbesserungen und Unterstützung von Mods. Kritisiert wird z. B. die Performance und Dinge, die noch unlogisch sind.
IGN gab dem Spiel eine Wertung von 9/10. Rock, Paper, Shotgun beschreibt das Spiel als taktische Shooter-Sandbox, Storygenerator und Horror-Spiel in einem, welches eines der höchsten Hochs in der Geschichte von Mehrspieler-Computerspielen darstellt. Auf Steam wird das Spiel von Spielern überwiegend positiv aufgenommen.
Die Popularität des Spiels nahm in den letzten Jahren ab, was sich in den Spielerzahlen und der Verbreitung auf Videoplattformen niederschlägt. So lag die durchschnittliche Spielerzahl im April 2018 bei über 1,1 Millionen, während sie im März 2020 nur noch bei 228.000 lag. Als Grund dafür wird genannt, dass Fehler ignoriert werden und versucht wird, sie durch neue Inhalte zu kaschieren.
Mit Updates und neuen Karten gehen die Spielerzahlen jedoch manchmal kurzzeitig nach oben. Zuletzt nach der Veröffentlichung der Karte "Rondo" am 6. Dezember 2023. Mit danach rund 624.000 gleichzeitigen Spielern und einem Anstieg der durchschnittlichen Spielerzahlen von September 2023 bis März 2024 um 100.000 Spieler erholt sich die Spieleranzahl zwischenzeitlich immer mal wieder.

### Auszeichnungen und Nominierungen
| Jahr | Auszeichnung                      | Kategorie                                  | Resultat  | Beleg         |
| ---- | --------------------------------- | ------------------------------------------ | --------- | ------------- |
| 2017 | 35. Golden Joystick Awards        | Best Multiplayer Game                      | Gewonnen  | [ 43 ] [ 44 ] |
| 2017 | 35. Golden Joystick Awards        | PC Game of the Year                        | Gewonnen  | [ 43 ] [ 44 ] |
| 2017 | 35. Golden Joystick Awards        | Ultimate Game of the Year                  | Nominiert | [ 43 ] [ 44 ] |
| 2017 | The Game Awards 2017              | Best Multiplayer Game                      | Gewonnen  | [ 45 ]        |
| 2017 | The Game Awards 2017              | Best Ongoing Game                          | Nominiert | [ 45 ]        |
| 2017 | The Game Awards 2017              | Game of the Year                           | Nominiert | [ 45 ]        |
| 2018 | New York Game Awards 2018         | Big Apple Award for Best Game of the Year  | Nominiert | [ 46 ]        |
| 2018 | 21. Annual D.I.C.E. Awards        | Action Game of the Year                    | Gewonnen  | [ 47 ] [ 48 ] |
| 2018 | 21. Annual D.I.C.E. Awards        | Outstanding Achievement in Game Design     | Nominiert | [ 47 ] [ 48 ] |
| 2018 | 21. Annual D.I.C.E. Awards        | Outstanding Achievement in Online Gameplay | Gewonnen  | [ 47 ] [ 48 ] |
| 2018 | 21. Annual D.I.C.E. Awards        | Game of the Year                           | Nominiert | [ 47 ] [ 48 ] |
| 2018 | NAVGTR Awards                     | Game, Esports                              | Nominiert | [ 49 ]        |
| 2018 | Italian Video Game Awards 2018    | Innovation Award                           | Gewonnen  | [ 50 ]        |
| 2018 | SXSW Gaming Awards                | Esports Game of the Year                   | Gewonnen  | [ 51 ] [ 52 ] |
| 2018 | SXSW Gaming Awards                | Excellence in Design                       | Nominiert | [ 51 ] [ 52 ] |
| 2018 | SXSW Gaming Awards                | Excellence in Multiplayer                  | Gewonnen  | [ 51 ] [ 52 ] |
| 2018 | SXSW Gaming Awards                | Most Promising New Intellectual Property   | Nominiert | [ 51 ] [ 52 ] |
| 2018 | SXSW Gaming Awards                | Trending Game of the Year                  | Gewonnen  | [ 51 ] [ 52 ] |
| 2018 | SXSW Gaming Awards                | Video Game of the Year                     | Nominiert | [ 51 ] [ 52 ] |
| 2018 | 18. Game Developers Choice Awards | Best Design                                | Nominiert | [ 53 ]        |
| 2018 | 18. Game Developers Choice Awards | Innovation Award                           | Nominiert | [ 53 ]        |
| 2018 | 18. Game Developers Choice Awards | Game of the Year                           | Nominiert | [ 53 ]        |
| 2018 | 14. British Academy Games Awards  | Evolving Game                              | Nominiert | [ 54 ]        |
| 2018 | 14. British Academy Games Awards  | Multiplayer                                | Nominiert | [ 54 ]        |
| 2018 | 14. British Academy Games Awards  | Original Property                          | Nominiert | [ 54 ]        |
| 2018 | Famitsu Awards                    | Excellence Prize                           | Gewonnen  | [ 55 ]        |
| 2018 | Famitsu Awards                    | Rookie Award                               | Gewonnen  | [ 55 ]        |
| 2018 | Game Critics Awards 2018          | Best Ongoing Game                          | Nominiert | [ 56 ]        |
| 2018 | Teen Choice Awards                | Choice Videogame                           | Nominiert | [ 57 ]        |
| 2018 | BBC Radio Teen Awards             | Best Game                                  | Nominiert | [ 58 ]        |
| 2018 | 36. Golden Joystick Awards        | Still Playing Award                        | Nominiert | [ 59 ] [ 60 ] |
| 2018 | 36. Golden Joystick Awards        | Mobile Game of the Year (PUBG Mobile)      | Gewonnen  | [ 59 ] [ 60 ] |
| 2018 | 36. Golden Joystick Awards        | Xbox Game of the Year                      | Nominiert | [ 59 ] [ 60 ] |
| 2018 | The Game Awards 2018              | Best Mobile Game (PUBG Mobile)             | Nominiert | [ 61 ]        |
| 2018 | Gamers' Choice Awards             | Fan Favorite Multiplayer Game              | Nominiert | [ 62 ]        |
| 2018 | Gamers' Choice Awards             | Fan Favorite Battle Royale Game            | Nominiert | [ 62 ]        |
| 2018 | Gamers' Choice Awards             | Fan Favorite Mobile Game (PUBG Mobile)     | Nominiert | [ 62 ]        |
| 2018 | Steam Awards 2018                 | Spiel des Jahres                           | Gewonnen  | [ 63 ]        |
| 2018 | Australian Games Awards           | Shooter of the Year                        | Nominiert | [ 64 ]        |
| 2019 | Italian Video Game Awards 2019    | Best Mobile Game (PUBG Mobile)             | Nominiert | [ 50 ]        |
| 2019 | 37. Golden Joystick Awards        | eSports Game of the Year (PUBG Mobile)     | Nominiert | [ 65 ]        |
| 2020 | Pocket Gamer Mobile Games Awards  | Best Mobile eSport (PUBG Mobile)           | Nominiert | [ 66 ]        |

### Verkaufszahlen
Bereits nach den ersten sechs Tagen im Early Access wurden über 11 Millionen US-Dollar umgesetzt. Wenige Tage später erreichte das Spiel Platz 1 der Steam-Verkaufscharts, wo es sich mehrere Wochen halten konnte und erreichte Anfang April 2017 bereits über eine Million verkaufte Einheiten. Anfang Mai 2017 waren bereits über 2 Millionen Exemplare mit über 60 Millionen US-Dollar Umsatz verkauft. Die Verkaufszahlen erreichten bis September 2017 über zehn Millionen Einheiten. 2018 lag der Umsatz bei 310 Millionen US-Dollar.

### Spendenaktion
Am 4. Mai 2017 starten die Entwickler eine Spendenaktion in PlayerUnknown’s Battlegrounds, an welcher 128 Livestreamer aus Nordamerika und Europa teilnahmen. Übertragen wurde das Event über die Livestreamplattform Twitch. Insgesamt wurden 200.000 US-Dollar an die Wohltätigkeitsorganisation Gamers Outreach Foundation gespendet, welche sich dafür einsetzt, Kindern den Aufenthalt und die Behandlung in Krankenhäuser besser zu gestalten. Davon stammt die Hälfte von der Community und die andere vom Entwickler.

### Mikrotransaktionen
Die Entwickler planen für die Veröffentlichung eine Monetarisierung für rein optische Gegenstände, sogenannte Loot Crates (zu Deutsch: Lootboxen), welche nur mit einem käuflich erworbenen Schlüssel geöffnet werden können, um damit den Support für das Spiel auf lange Sicht zu sichern. Bereits in der Early-Access-Phase wurden Mikrotransaktionen eingeführt. Ein Teil der Community reagierte negativ und löste einen Shitstorm aus. Greene nahm zu dieser Funktion Stellung und erläuterte den Schritt damit, dass dies bereits in der Early Access getestet werden müsste, sie rein optisch sei, man im Notfall auch über den Steam-Marktplatz handeln kann und entschuldigte sich wegen der misslungenen Kommunikation.

### Klage gegen Epic Games
Im März 2018 wurde bekannt, dass Bluehole im Januar 2018 eine Klage gegen den Entwickler des ähnlichen Spiels Fortnite eingereicht hat. Nach Meinung des Entwicklers soll es sich bei Fortnite um eine strukturelle Kopie von Playerunknown's Battlegrounds handeln. Die Klage beschränkt sich auf Südkorea. Im Juni 2018 wurde die Klage aus bislang unbekannten Gründen zurückgenommen.

### Länderverbote
Playerunknown's Battlegrounds wurde zusammen mit anderen Battle-Royale-Spielen in den Ländern Indien, Irak und Nepal aufgrund eines (nach Meinung der Regierung) negativen Einflusses auf junge Menschen verboten. In Indien kam es deswegen zu mindestens 10 Verhaftungen. Das Verbot in Nepal wurde im April 2019 aufgehoben.

## E-Sport
Auf der Gamescom 2017 in Köln wurde das erste „PUBG-Invitational-Turnier“ veranstaltet. 92 Spieler aus 19 Ländern nahmen an dem Wettbewerb mit einem gesamten Preisgeld von 350.000 US-Dollar teil. Die Veranstaltung wurde vom Publisher Bluehole und der Electronic Sports League zwischen dem 23. und 26. August ausgetragen. Beim chinesischen Live-eStreaminganbieter PandaTV sahen bis zu 5,6 Millionen Zuschauer das Turnier.
Im November 2017 veranstalte Intel eine Meisterschaft zu dem Spiel in Oakland mit einem Preisgeld von 200 Tausend US-Dollar. Im November 2019 fand erstmals die PUBG Global Championship statt.
Es gibt außerdem noch weitere nationale oder internationale Turniere, wie beispielsweise die PUBG ESL Meisterschaft, die PUBG Europe League in Berlin oder der PUBG Nations Cup in Seoul. Als internationale Liga galt die PUBG Global Series, bis die Liga Ende 2019 eingestellt wurde und durch eine Reihe von Turnieren ersetzt wurde. Grund dafür waren mangelhafte Kommunikation, schlechte Turnierplanungen und schwache Einnahmenbeteiligungen.

## Rekorde

### Meiste Spieler gleichzeitig auf der Steamplattform online
PlayerUnknown’s Battlegrounds überbot am 17. September 2017 den Rekord von Dota 2, der bei knapp über 1,3 Millionen lag. Seither steigen die Spielerzahlen stetig. Der neue Rekord liegt nun bei 3.236.027 gleichzeitig aktiven Spielern seit Steam Statistiken darüber ausgibt (Stand: September 2020).
Selbst der Smash-Hit Palworld konnte den Rekord nicht brechen und erreichte im Januar 2024 nur 2,1 Millionen gleichzeitige Spieler.